# Pina Bauschová
Pina Bauschová (27. července 1940 Solingen – 30. června 2009 Wuppertal) byla německá tanečnice a choreografka.

## Život
Tanec začala studovat až v patnácti, na Folkwangschule vedené Kurtem Joossem, jedním z průkopníků tzv. tanečního divadla. Na přelomu padesátých a šedesátých let žila v USA. Studovala zde tanec na Juilliard School v New Yorku. Po návratu do Německa v roce 1962 se stala sólistkou nově založeného souboru FolkwangBallett. V roce 1968 vytvořila svou první choreografii nazvanou Fragment, a to na hudbu Bély Bartóka. U souboru působila do roku 1973, kdy se postavila do čela baletního souboru wuppertalského divadla. Dala mu nový název Tanztheater Wuppertal Pina Bausch a soubor se stal časem na divadle nezávislým. Napsala pro něj choreografie jako Svěcení jara (1975), na hudbu stejnojmenného Stravinského baletu, či Café Müller (1978), na hudbu Henry Purcella, s nimiž slavila mezinárodní úspěchy.
V roce 1983 hrála ve filmu Federica Felliniho A loď pluje. V roce 2002 ve filmu Mluv s ní režiséra Pedro Almodóvara. Až po její smrti se do kin dostal dokument Wima Wenderse Pina – Tančeme, tančeme, jinak jsme ztraceni, jenž byl prvním evropským hraným 3D filmem.

## Vyznamenání
- důstojník Řádu umění a literatury (Francie, 1991)
- rytíř Řádu čestné legie (Francie, 2003)
- komtur Řádu zásluh o Italskou republiku (Itálie, 8. ledna 2004)[1]
- Řád vycházejícího slunce I. třídy (Japonsko, 21. září 2008)[2]
- záslužný kříž I. třídy Záslužného řádu Spolkové republiky Německo (Německo, 1986)
- velký záslužný kříž s hvězdou Záslužného řádu Spolkové republiky Německo (Německo, 1997)
- dáma Pour le Mérite (Německo, 1996)
- velkodůstojník Řádu svatého Jakuba od meče (Portugalsko, 5. září 1994)[3]